# David Johnston (homme politique, 1956)
Pour les articles homonymes, voir Johnston et David Johnston.
David Albert Lloyd Johnston, né le 14 février 1956, est un homme politique australien.
Ministre de la défense du 18 septembre 2013 au 23 décembre 2014.